# کلاهک‌جوهری
کلاهک‌جوهری (نام علمی: Coprinopsis atramentaria) نام یک گونه از تیره غاریقونیان است.